# Зомбификация
«Зомбификация» («Зомбификация советского человека») — сатирическое эссе российского писателя Виктора Пелевина, написанное в 1990 году. За это произведение Виктор Пелевин был удостоен литературной премии «Странник-95».

## Содержание
В эссе «Зомбификация», иногда называемом рассказом, проводятся иронические параллели между мистическим обрядом превращения человека в зомби на Гаити и идеологической «инициацией» в СССР.
Эссе имеет подзаголовок «Опыт сравнительной антропологии», настраивающий читателя на научность повествования. Главным действующим лицом первой главы является Джеймс Бонд. Он изучает книгу «Дерево путешествий» Патрика Лэя Фермора, в которой рассказывается о гаитянской религии вуду и о превращении человека в зомби. Выясняется, что Джеймсу Бонду предстоит сразиться с гаитянским негром-зомби, работавшем на СМЕРШ и МВД.
Далее автор поясняет причину, по которой Ян Флеминг связывает гаитянский культ со сталинской контрразведкой. В связи с этим упоминаются естественнонаучные труды о зомбификации, художественные произведения, религиозные и философские трактаты. «Учёный» контекст повествования подчёркивается использованием множества специальных терминов, а также характерных для научной литературы словесных оборотов: «отметим связь», «исследователи давно предполагали», «образцы были сданы на анализ», «попытка дать более-менее полное описание», «занимавшаяся изучением этой проблемы» и т. п.
В эссе подробно описывается обряд превращения человека в зомби на Гаити. Адепты культа вуду верят, что человек представляет собой «несколько тел, наложенных друг на друга»: физическое тело, «дух плоти» (энергетический дубликат физического тела) и душа. Душа в свою очередь подразделяется на «большого доброго ангела» и «маленького доброго ангела». «Большой добрый ангел» является энергетической сущностью, питающей всё живое, а «маленький добрый ангел» — это индивидуализированная часть души. Именно на «маленького доброго ангела» нацелены магические обряды зомбификаторов вуду.
В главах «Яды и процедуры» и «Фугу» описывается физический аспект гаитянской зомбификации. Человеку дают «порошок зомби», содержащий выделяемый из рыбы фугу яд, после чего тот погружается в состояние, похожее на смерть, а часть мозга, ответственная за речь и силу воли, разрушается. Зомбируемого хоронят, но через некоторое время откапывают и дают вещество, вызывающее потерю ориентации и амнезию.
Но автор подчёркивает, что психологический аспект зомбификации является более важным, чем физический. В качестве примера приводится так называемая «команда смерти» у австралийских аборигенов. Когда шаман произносит её и направляет на соплеменника магический жезл, тот осознаёт, что его прокляли, заболевает и через несколько дней умирает. Однако на европейца такая команда не подействует: «он увидит перед собой невысокого голого человека, махающего звериной костью и бормочущего какие-то слова». То есть психологические механизмы формируются культурой, которую можно использовать в качестве орудия манипуляции. Точно так же австралийский абориген, попавший на сеанс Анатолия Кашпировского «увидел бы невысокого одетого человека, бубнящего какие-то слова и пристально глядящего в зал».
Во второй части эссе, начинающийся с главы «homo советский», автор показывает, каким образом феномен зомбификации распространяется на жителей СССР. Проводится множество параллелей между архаическими обрядами и советской действительностью. Оказывается, что в СССР магия играла даже большую роль, чем на Гаити. Магия начинается с самого детства: первой инициацией является приём в октябрята, а второй — приём в пионеры, где уже проявляются зачатки магических ритуалов (салют, галстук и «честное пионерское»). Автор использует оборот «магия преследует», слово «воспитатель» берётся в кавычки, вместо слова «учитель» употребляется «административно-педагогический персонал». Так Пелевин подчёркивает, что целью описываемых процедур является не воспитание гармонично развитой личности, а создание ущербного существа с подавленной волей. Третьим этапом инициации называется приём в комсомол, когда человек уже участвует в «многочисленных и малозаметных магических процедурах». Важной особенностью этого этапа является переход ритуалов на подсознательный уровень и становление их частью поведения. Четвёртый этап инициации — это вступление в партию.
Проводя параллель с гаитянской концепцией строения души, Пелевин пишет, что у жителя СССР «помимо физического, имеется несколько тонких тел, как бы наложенных друг на друга: бытовое, производственное, партийное, военное, интернациональное и депутатское». Когда идеология переходит на подсознательный уровень, у человека формируется «внутренний партком», диктующий его поведение. И если на гаитянский колдун для подчинения зомбируемого своей воле крадёт его «маленького доброго ангела», то в СССР такой «ангел» подменяется «партийным», контролируемым государством. Таким образом, человек приобретает коммунистическую «правоверность», которую он боится потерять. Другим важным фактором зомбификации советского человека автор называет службу в армии — «зомбилизацию». Под этим термином подразумевается изменение сознания человека и его порабощение.
Далее автор указывает на тёмный смысл советских аббревиатур: «„Рай-со-бес“, „Рай-и-с-полком“, „Гор-и-с-полком“ (или, если оставить в покое древний Египет, „гори-с-полком“), „Об-ком“ (звонит колокол?), „Рай-ком“, „Гор-ком“, „Край-ком“». Главной же аббревиатурой является ЦК КПСС, которое звучит как «Цэкака Пээсэс, про который известно, что он ленинский и может являться народу во время плена ума (пленума)». Автор упоминает ряд аббревиатур в названиях служб и предприятий: «МОСГОРСОВЕТ», «ЦПКТБТЕКСТИЛЬПРОМ», «МИНСРЕДНЕТЯЖМАШ», «МОС-ГОР-ТРАНС». По его мнению, они «рождают ощущение какой-то непреклонной нечеловеческой силы — ничто человеческое не может так называться». Упоминаются также «французские мокрушники ЖЭК РЭУ и ДЭЗ, плотоядное ПЖРО и Пантагрюэлистически-фекальное РЖУ-РСУ № 9».

## Публикации
Эссе было впервые опубликовано в 1990 году в «Новом журнале» под названием «Зомбификация советского человека». Вошло в состав сборника «Relics. Раннее и неизданное» (2005).